# Introduction et allegro (Ravel)
Pour les articles homonymes, voir Introduction et allegro.
L'Introduction et allegro, septuor pour harpe, flûte, clarinette et quatuor à cordes, de Maurice Ravel, fut composé en 1905 et créé le 22 février 1907 à Paris.
L'œuvre porte la référence M.46, dans le catalogue des œuvres du compositeur établi par le musicologue Marcel Marnat.

## Composition
Composée sur une commande d'Albert Blondel, fabricant de harpes à pédales à double action Érard et directeur de la Salle Érard, cette œuvre est presque contemporaine des Danse sacrée et Danse profane pour harpe et cordes de Claude Debussy, écrites pour promouvoir l'instrument concurrent, une nouvelle harpe chromatique chez le fabricant concurrent Pleyel. C'est le modèle Érard qui va constituer la harpe moderne, celle de Pleyel tombant dans l'oubli.
Le septuor Introduction et allegro comporte deux mouvements, comme son nom l'indique, mais est exécuté d'un seul tenant sur onze minutes environ.

## Dédicace
Introduction et allegro est dédié au commanditaire Albert Blondel.

## Création
La création eut lieu le 22 février 1907 à la Salle de l'Hôtel de la Société française de photographie à Paris, lors d'une séance de la société musicale Le Cercle musical dirigée Charles Domergue, par Micheline Kahn à la harpe et par le quatuor Firmin Touche, avec Philippe Gaubert à la flûte et Ernest Pichard à la clarinette, le petit ensemble musical étant placé sous la direction de Charles Domergue,,. Lors de la création, Louis Schneider, jugea qu’Introduction et Allegro est :

« une page d’une remarquable écriture instrumentale, avec des sonorités de harpe très trouvées. »

Louis Laloy se montra plus mitigé :

« Œuvre de circonstance, sans doute. L’idée est très jolie, un peu dans le goût de la Sonatine, et les deux instruments à vent, flûte et clarinette, se marient délicieusement avec le quatuor. Mais c’est le rôle de la harpe que je n’ai pas très nettement saisi. L’exécution y fut pour quelque chose sans doute : l’instrument à pédales était mal accordé, et Mlle Micheline Kahn a eu le tort de nous assener en bourrasque des glissando dont on pouvait tirer un meilleur parti. Il n’en reste pas moins que la partie de harpe consiste surtout en traits ; la virtuosité, en soi, n’est pas un mal, je le sais ; encore faut-il qu’elle ait une signification. Il m’a semblé que le morceau gagnerait plus qu’il ne perdrait si la harpe en était absente. Mais encore une fois, il se peut qu’une interprétation sèche m’ait induit en erreur. »

## Version pour harpe et orchestre
La première audition connue de la version pour harpe et orchestre du septuor d'origine de 1905 Introduction et Allegro date du 12 avril 1913 à la Salle Gaveau, à une séance des Concerts Hasselmans, avec Micheline Kahn à la harpe et l'Orchestre Hasselmans sous la direction de Louis Hasselmans. La question de l’orchestration d’Introduction et Allegro avait été évoquée par Maurice Ravel deux ans plus tôt dans une lettre au chef d’orchestre Désiré-Émile Inghelbrecht du 26 février 1911 :

« Pour le morceau de harpe, ce n’est pas, à proprement parler, une pièce d’orchestre. 7 instruments en tout. Mais cela pourrait s’arranger. Le quatuor pourrait être doublé, triplé. Et, en réservant quelques soli, ça sonnerait encore mieux que dans l’original,. »

## Premier enregistrement
Le premier enregistrement d’Introduction et Allegro, dans sa version originale pour septuor, fut réalisé en 1923 à Londres pour le label Columbia, avec un petit ensemble dirigé par Maurice Ravel et qui comprenait Gwendolen Mason à la harpe, Robert Murcie à la flûte, Haydn P. Draper à la clarinette et un quatuor à cordes composé de MM. Woodhouse, Dinsey, Tomlinson et James,. Maurice Ravel avait eu l’occasion de diriger plusieurs fois Introduction et Allegro avec Gwendolen Mason comme soliste dès deux concerts à Londres les 17 décembre 1913 et 18 décembre 1913, puis à Bruxelles les 26 avril 1923 et 22 mai 1924 et à Londres le 18 octobre 1923. Curieusement, il n’existe pas d’enregistrement commercial d’Introduction et Allegro par la créatrice de l’œuvre, Micheline Kahn .